# Mousehole
Mousehole er en mindre by/ forstad med fiskerihavn, beliggende i det sydvestlige Cornwall, England, indenfor byen Penzances- bygrænse.
Byen anses for at have en af de smukkeste havne i England.